# Ёлкин (хутор)
Ёлкин — хутор в Багаевском районе Ростовской области.
Административный центр Ёлкинского сельского поселения.

## География
Расположен в 12 км (по дорогам) восточнее районного центра — станицы Багаевской, на левом берегу реки Подпольная.

## Население
| 1989 | 2002  | 2010  |
| ---- | ----- | ----- |
| 2714 | ↗3018 | ↗3220 |

## Археология
Территория Ростовской области была заселена еще в эпоху неолита. Люди, живущие на древних стоянках и поселениях у рек, занимались в основном собирательством и рыболовством. Степь для скотоводов всех времён была бескрайним пастбищем для домашнего рогатого скота. От тех времен осталось множество курганов с захоронениями  жителей этих мест. Курганы и курганные группы находятся на государственной охране.
Поблизости от территории посёлка Ёлкин расположено несколько достопримечательностей – памятников археологии. Они охраняются в соответствии с Федеральным законом от 25.06.2002 N 73-ФЗ "Об объектах культурного наследия (памятниках истории и культуры) народов Российской Федерации", Областным законом от 22.10.2004 N 178-ЗС "Об объектах культурного наследия (памятниках истории и культуры) в Ростовской области", Постановлением Главы администрации РО от 21.02.97 N 51 о принятии на государственную охрану памятников истории и культуры Ростовской области и мерах по их охране и др.
- Курган «Ёлкинский I» — археологический памятник, расположен в двух километрах восточнее хутора Ёлкин;
- Группа из шести курганов «Ёлкинский-II»  — археологический памятник, находится около 1500 метров западнее хутора Ёлкин;
- Группа из пяти курганов «Ёлкинский-III»  — археологический памятник находится на расстоянии около 5000 метров севернее хутора Ёлкин;
- Курган  «Ёлкинский IV» — археологический памятник, находится на расстоянии около 4,0 километров к северо-востоку от хутора Ёлкин;
- Группа из трёх курганов «Ёлкинский-V» — археологический памятник, находится на расстоянии около 1500 метров северо-восточнее хутора Ёлкин;
- Курган   «Ёлкинский VI» — археологический памятник, расположен на расстоянии около 900 метров к северо-востоку от хутора Ёлкин;
- Группа из двух курганов «Ёлкинский-VII»  — археологический памятник, находится на расстоянии около 800 метров севернее хутора Ёлкин;
- Группа из трёх курганов «Ёлкинский-VIII» — археологический памятник, находится на расстоянии около 3500 метров севернее хутора Ёлкин[4].